# John Greenhalgh (cầu thủ bóng đá)
John Stanley Greenhalgh (16 tháng 7 năm 1898-tháng 7 năm 1987) là một cầu thủ bóng đá người Anh thi đấu ở vị trí inside forward tại The Football League cùng với Burnley và Accrington Stanley vào thập niên 1920.